# Жобин, Антониу Карлос
Анто́ниу Ка́рлос Жоби́н, Том Жобим (полное имя порт. Antônio Carlos Brasileiro de Almeida Jobim); 25 января 1927, Рио-де-Жанейро — 8 декабря 1994, Нью-Йорк; похоронен в Рио-де-Жанейро) — бразильский композитор, певец и поэт. Ведущий представитель бразильской популярной музыки, один из создателей жанра босса-нова. Среди известных песен Жобина — «Девушка из Ипанемы» (Garota de Ipanema), «Дезафинадо», «Мартовские воды» (Águas de Março), «Самба на одной ноте» (Samba de uma nota só), «Волна» (Wave), «Безрассудство» (Insensatez), «Грусть» (Tristeza), «Самба самолёта» (Samba do avião). Удостоен премии Грэмми «За музыкальные достижения всей жизни» (2012).

## Имя
Вариант написания Жобин отражает особенности португальского произношения: буквосочетание -im на конце слова произносится как носовой гласный [ĩ] и передаётся на русский как -ин.
Вариант написания Жобим появился в результате влияния английского языка. Это связано с его популярностью в англоязычных странах, в частности в США. Сам Антониу говорил, что фамилия его отца имеет французское (нормандское) происхождение (Jobin), но в португальском языке слово не может заканчиваться буквой «n», поэтому фамилия приобрела форму «Jobim». Упрощённый артистический псевдоним «Том Жобим» впервые использован в апреле 1953 года на пластинке певца Mauricy Moura, в указании авторов песни Incerteza.

## Очерк биографии
Антониу Карлос Жобин родился 25 января 1927 года, в Рио-де-Жанейро. Его родители — Нилза Бразилейру ди Алмейда (Nilza Brasileiro de Almeida; ум. 19.07.1935) и Жоржи Жобин (Jorge Jobim). Отец был писателем и поэтом, мать — преподавателем и директором Бразильского Коллежа Алмейда (Рио-де-Жанейро). В 1931 семья переехала в Ипанему (престижный район Рио). Систематического музыкального образования не получил, брал уроки игры на фортепиано у Х.-Й. Кёльройтера (Hans Joachim Koellreuter).
Впервые завоевал общественное признание как автор музыки к пьесе В. ди Морайса «Орфей из Консейсао» (1956; самой известной стала его песня «Se todos fossem iguais a você»). Когда по мотивам этой пьесы снимался фильм «Чёрный Орфей» (1959, режиссёр Марсель Камю), продюсер не пожелал, чтобы в фильме использовались песни из пьесы, и попросил Морайса и Жобина написать новые. Жобин обсудил тексты песен с Морайсом по телефону и написал на них три песни — «A felicidade», «Frevo» и «O nosso amor». Фильм «Чёрный Орфей» получил Золотую пальмовую ветвь Каннского кинофестиваля (1959) и премию «Оскар» как лучший зарубежный фильм года (1960). В ноябре 1962 года музыка Жобина исполнялась на знаменитом концерте бразильских музыкантов, посвящённом босса-нове, в нью-йоркском Карнеги-холле (концертная программа под названием «Bossa nova in Carnegie Hall» была выпущена на LP в 1963; с тех пор альбом неоднократно переиздавался).
Помимо Морайса успеху Жобина способствовали профессиональные аранжировщики Эумир Деодато и Клаус Огерман, которые выступали также в качестве редакторов его музыки, делали тематические подборки для концертов и аудиозаписей и т. п.
Начиная с 1963 года Жобин выпускал сольные (первый сольный альбом — «The composer of Desafinado plays») и совместные (в ансамбле с другими исполнителями, неоднократно с Фрэнком Синатрой) альбомы. Часто выступал на альбомах других исполнителей как сессионный музыкант. Альбом Getz/Gilberto (1963), состоящий преимущественно из музыки Жобина (а вовсе не Гетца и Жилберту, как можно было бы предположить по названию альбома), получил премию Грэмми, а песня Жобина «Девушка из Ипанемы» в исполнении Аструд Жилберту стала мировым хитом.
В 1977 году совместно с Морайсом, Токиньо и Миушей Жобин выступил в тематическом шоу в концертном зале Canecão (Рио-де-Жанейро), тем более, что значительную (и мелодически наиболее интересную) часть программы составили именно его песни. Это шоу продюсер (А. Оливейра) повёз в Европу, где в 1978 году в Милане и Париже (в зале «Олимпия») состоялись концерты тех же музыкантов (в парижском концерте также принял участие Баден Пауэлл). Гастроли бразильских музыкантов имели у местной публики большой успех.
В 1983 г. организовал и возглавил вокально-инструментальный ансамбль Banda Nova, в который входили женский квинтет (в составе были его дочь Элизабет и вторая жена Ана), певец Данилу Каимми и инструментальный ансамбль с участием сына Жобина, гитариста и композитора Паулу; сам Жобин играл на фортепиано и напевал в крунерской манере. Репертуар состоял почти исключительно из музыки руководителя в его же безыскусных аранжировках: женский квинтет пел почти всё время в унисон и никакие инструментальные импровизации не предусматривались. Тем не менее гастроли «семейного» коллектива Жобина на Джазовом фестивале в Монтрё (июль 1983), в Вене (1984), Брюсселе (1985), Токио (1986), Монреале (1986), Лиссабоне (1992), Нью-Йорке (1985, 1989) и других городах мира были весьма успешными. В 1993 г. Херби Хэнкок организовал в Сан-Паулу концерт «All Star Tribute to Jobim» в честь Жобина с участием известных джазовых и эстрадных музыкантов. 6 апреля 1994 г. Жобин выступил в Карнеги-холле в последний раз. Последний записанный при жизни LP-альбом «Antônio Brasileiro» вышел через несколько дней после его смерти.

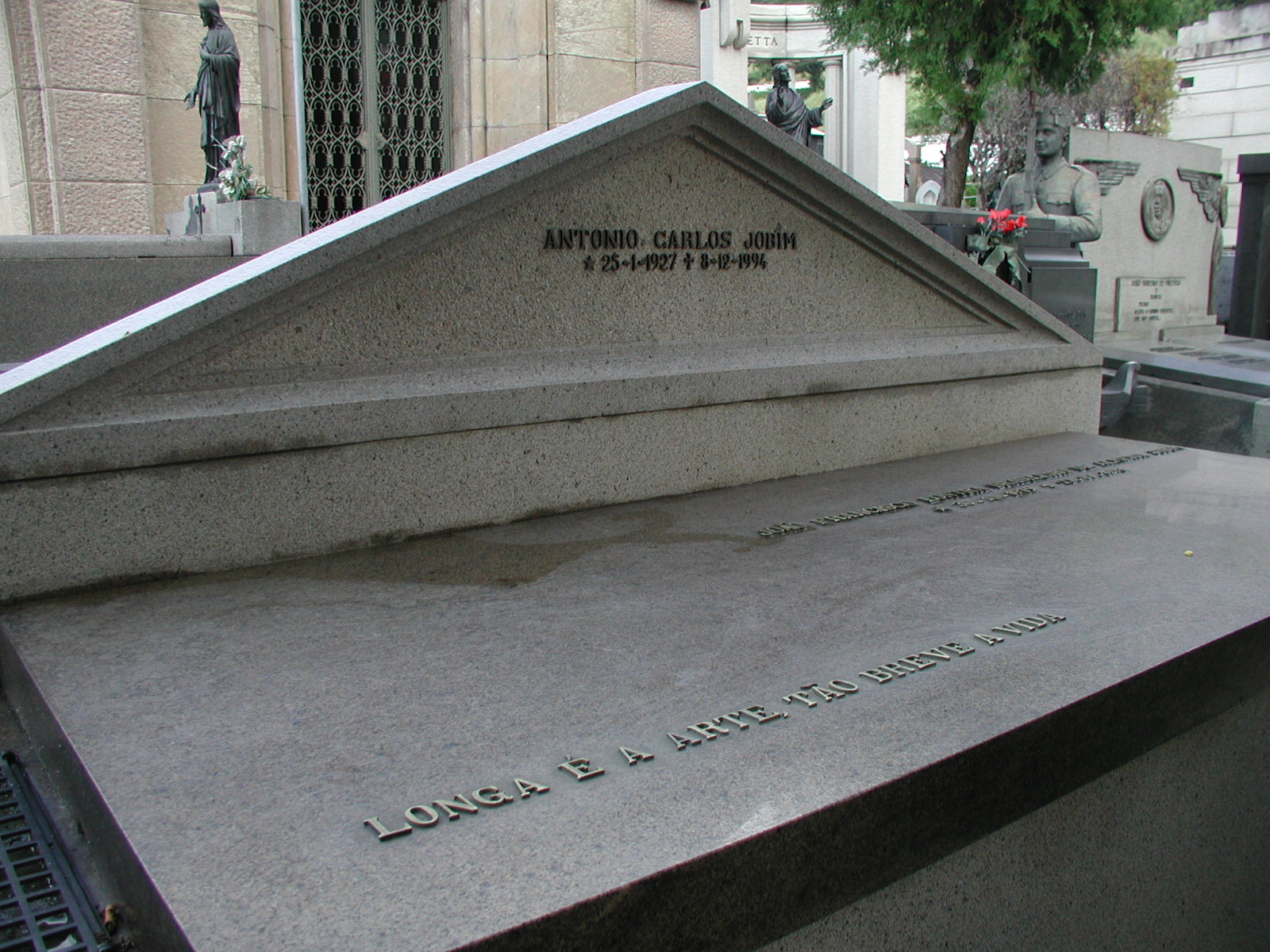
Могила Жобина

Похоронен в Рио-де-Жанейро на кладбище Святого Иоанна Крестителя.

## Особенности творчества
Антониу Жобин вырос на музыке Пишингиньи (Pixinguinha), которого считают основоположником бразильской поп-музыки (MPB). Жобин испытал влияние некоторых академических композиторов (Дебюсси, Равель, Вилла-Лобос). В его музыке также находят элементы североамериканского джаза.

## Рецепция
Песни Жобина использовались в саундтреках к фильмам и театральным пьесам, исполнялись многими известными певцами в Бразилии (Элис Режина, Миуша, Милтон Насименту, Шику Буарки, Нара Леан, Сильвия Теллес, Гал Коста, Лиза Ону) и во всём мире, среди них — Фрэнк Синатра, Аструд Жилберту, Дайана Кролл, Биргит Брюль, Стинг, Джордж Майкл, Эл Джерро, Эльяна Элиас, Стейси Кент.
Музыку Жобина обрабатывали крупные джазовые музыканты, в том числе Оскар Питерсон, Диззи Гиллеспи, Эрролл Гарнер, Элла Фицджеральд, Гэри Бёртон, Джерри Маллиган, Ахмад Джамал, Маккой Тайнер, Джо Хендерсон, Херби Хэнкок, Чик Кориа, Уэс Монтгомери, Тутс Тилеманс. Многие песни Жобина («Дезафинадо», «Девушка из Ипанемы», «Самба на одной ноте», «Wave») стали джазовыми стандартами.
В память о Жобине назван международный аэропорт в Рио-де-Жанейро.

## Семья
- жена (с 1949 по 1978) Тереза Отеро-Херманни (Thereza Otero Hermanny; 1930—)
  - сын Паулу Жобин (Paulo Jobim, 1950—2022) — гитарист и композитор (самая знаменитая песня — «Isabella»[14]), инициатор и редактор Полного собрания сочинений отца (2001-2004).
    - внук Даниель Жобин (Daniel Jobim), (род. 1973) — композитор и пианист
    - внучка Дора Жобин (Dora Jobim), (род. 1976) — кинорежиссёр

  - дочь Элизабет Жобин (Elizabeth Jobim), (род. 1957) — эстрадная певица, художница
- жена (с 1986 по 1994) Ана Лонтра-Жобин (Ana Lontra Jobim), (род. 1957) — фотограф и эстрадная певица
  - сын Жуан Франсишку Жобин (João Francisco Jobim) , (1979 —  1998)
  - дочь Мария Луиза Жобин (Maria Luiza Jobim), (род. 1987) — эстрадная певица и композитор
- сестра Хелена Жобин (Helena Jobim, 1931 – 2015) — писатель, автор популярной монографии об А. К. Жобине (1996)

## Дискография
- The Composer of Desafinado Plays (1963)
- Getz/Gilberto (1963)
- Getz/Gilberto. Vol. 2 (1964)
- The Wonderful World of Antonio Carlos Jobim (1964)
- The Swinger From Rio (1965) (+ Sergio Mendes)
- Love, Strings and Jobim (1966)
- Wave (1967)
- A Certain Mr. Jobim (1967)
- Francis Albert Sinatra & Antonio Carlos Jobim (1967)
- Stone Flower (album)|Stone Flower (1970)
- Tide (аранжировки музыки Жобина, сделанные Э. Деодато для эстрадного оркестра; 1970)
- Sinatra & Company (1971)
- Look To The Sky (1972)
- Jobim (1973; в Бразилии выпущен под названием «Matita Perê»)
- Elis & Tom (1974)
- Urubu (1976)
- Miúcha & Jobim — vol. 1 (1977)
- Gravado ao vivo no Canecão — Tom, Vinicius, Toquinho, Miúcha (1977)
- Miucha & Jobim — vol. 2 (1979)
- Sinatra-Jobim Sessions (1979)
- Terra Brasilis (1980)
- Edu & Tom (1981)
- Em minas ao vivo (1981)
- Gabriela (1983)
- Encontro (1985, с Астором Пьяццоллой)
- Passarim (1987)
- Inédito (1987)
- Echoes of Rio (1989)
- Tom Canta Vinicius: Ao Vivo (1990/2000)
- Antonio Carlos Jobim and Friends (концертная запись на джазовом фестивале в Сан-Паулу, 27.12.1993; диск выпущен в 1996)
- Miúcha e Tom Jobim (1994)
- Duets II (1994)
- Antonio Brasileiro (1994; последний альбом Жобина)
- Fotografia (Os anos durados de Tom Jobim) (2006)
- Um encontro no Au bon gourmet (2015)

## Издания сочинений
- Cancioneiro Jobim: Obras completas, arranjos para piano. 5 vols. / ed. Paulo Jobim. Rio de Janeiro: Jobim Music, 2001–2004. (полное собрание)
- Cancioneiro Jobim: Obras escolhidas, arranjos para piano / ed. Paulo Jobim. Rio de Janeiro: Jobim Music, 2002. (42 избранные песни)